# Boris Trofimow
Boris Pietrowicz Trofimow (ros. Борис Петрович Трофимов, ur. 19 listopada 1902 w Helsinkach, zm. 7 stycznia 1975 w Moskwie) – funkcjonariusz radzieckich organów bezpieczeństwa, generał major, szef Zarządu NKWD obwodu kurskiego (1943–1946), szef Zarządu MSW obwodu królewieckiego/królewieckiego (1946–1947).

## Życiorys
Od kwietnia 1917 do kwietnia 1919 w oddziale partyzanckim w Kursku, od maja 1918 do maja 1920 kierownik Wydziału Wojskowo-Technicznego Przedstawicielstwa Ludowego Komisariatu Żywności Rosyjskiej FSRR w Kursku, od sierpnia 1918 w RKP(b). Od września 1921 do stycznia 1922 w Wydziale Transportu Drogowego Oddziału Czeki w Konotopie, od stycznia 1922 do listopada 1925 pełnomocnik, starszy pełnomocnik i kierownik Wydziału Transportu Drogowego Czeki/GPU w Kursku, 1925-1926 słuchacz kursów dowódczych OGPU. Od sierpnia 1926 pełnomocnik Wydziału Transportowego OGPU przy Radzie Komisarzy Ludowych ZSRR, później zajmował różne stanowiska w Wydziale Transportowym OGPU/Głównego Zarządu Bezpieczeństwa Państwowego, a od lipca 1937 do 1 marca 1938 szef Oddziału VI Wydziału XI Głównego Zarządu Bezpieczeństwa Państwowego w stopniu starszego porucznika bezpieczeństwa państwowego (otrzymał ten stopień 14 grudnia 1935). Od 28 marca do 5 września 1939 zastępca szefa, następnie do 9 maja 1940 szef Wydziału III Głównego Zarządu Poprawczych Obozów Pracy i Kolonii NKWD ZSRR, 31 lipca 1939 mianowany kapitanem bezpieczeństwa państwowego. Od maja 1940 do sierpnia 1941 w NKWD Karelo-Fińskiej SRR, w tym od maja do sierpnia 1941 zastępca ludowego komisarza spraw wewnętrznych tej republiki, potem od sierpnia do grudnia 1941 szef ochrony NKWD odcinka strefy obrony Moskwy, od grudnia 1941 do kwietnia 1942 szef Wydziału Specjalnego NKWD Południowego Łagru w obwodzie iwanowskim, od 27 kwietnia 1942 major bezpieczeństwa państwowego, od 28 kwietnia 1942 do 2 lipca 1943 szef Wydziału Wywiadowczego i zastępca szefa Zarządu Wojsk NKWD Ochrony Tyłów Działającej Armii Czerwonej, od 14 lutego 1943 pułkownik. Od 2 lipca 1943 do 17 maja 1946 szef Zarządu NKWD w obwodzie kurskim, 9 lipca 1945 mianowany generałem majorem, od 3 listopada 1945 do 4 stycznia 1946 pełnomocnik NKWD ZSRR w Prusach Wschodnich, od 4 stycznia do 25 kwietnia 1946 pełnomocnik NKWD/MSW i NKGB/MGB ZSRR w Prusach Wschodnich. Od 25 kwietnia 1946 do 5 czerwca 1947 szef Zarządu MWD w obwodzie królewieckim, od 5 czerwca 1947 do 22 września 1950 szef Zarządu I i zastępca szefa Głównego Zarządu Poprawczych Obozów Pracy i Kolonii ZSRR, od 22 września 1950 do 24 marca 1953 szef Zarządu Oddziałów Wojskowo-Budowlanych i zastępca szefa Głównego Zarządu Budownictwa Przemysłowego MSW ZSRR, od 24 marca do 19 października 1953 zastępca szefa V Zarządu MSW ZSRR, od grudnia 1953 do czerwca 1958 na emeryturze, od czerwca 1958 do kwietnia 1967 zastępca przewodniczącego Moskiewskiego Komitetu Miejskiego Ochotniczego Stowarzyszenia Pomocy Armii, Lotnictwie i Flocie, od października 1970 do grudnia 1973 starszy instruktor tego Stowarzyszenia.

## Odznaczenia
- Order Lenina (21 lutego 1945)
- Order Czerwonego Sztandaru (trzykrotnie - 14 kwietnia 1943, 3 listopada 1944 i 30 stycznia 1951)
- Order Czerwonego Sztandaru Pracy (8 grudnia 1951)
- Order Czerwonej Gwiazdy (dwukrotnie - 22 lipca 1937 i 28 października 1967)

I medale.